# Hugo Flintzer

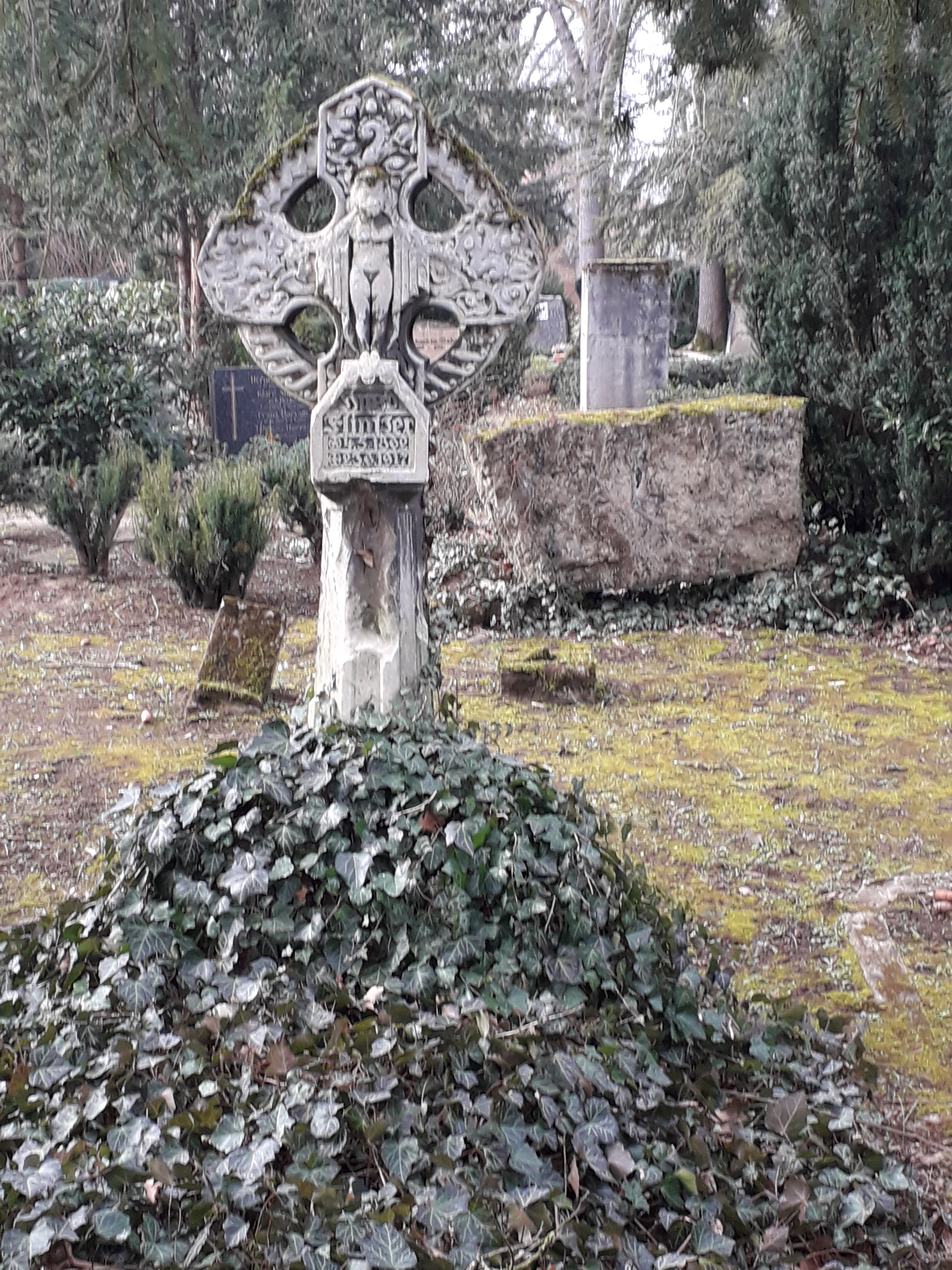
Grabmal von Hugo Flintzer

Adolf Hugo Flintzer (geb. 4. Mai 1862 in Eisenach; gest. 23. Juni 1917 in Weimar) war ein deutscher Maler und Illustrator. Er war verheiratet und hatte drei Töchter, Sanna, Hildegard und Marianne.
Der Weimarer Maler Flinzer ist heute so gut wie vergessen. 
Studiert hatte Flinzer vom 28. April 1881 bis zum 5. April 1884 an der Großherzoglich-Sächsische Kunstschule Weimar bei Max Thedy und anschließend vom 21. April 1884 an der Akademie der Bildenden Künste München bei Wilhelm (von) Lindenschmit. Dem Matrikeleintrag in München nach war er protestantischer Religionszugehörigkeit.
Von 1896 bis zu seinem Tod war Flintzer Direktor der Fürstlich freien Malerschule Weimar. Unter seinem Direktorat wurden Schüler ausgebildet, die später Lehrer am Bauhaus wurden wie u. a. Marianne Brandt. Der Nachfolger in diesem Amt war Franz Emil Goepfart, der ebenfalls Schüler Max Thedys gewesen war. Flintzer selbst hatte Schüler wie z. B. den Steinmetz und Bildhauer Max Schwarz, der wiederum sein Grabmal auf dem Historischen Friedhof Weimar in Form eines Keltenkreuzes mit Inschrift schuf. Das Grabmal existiert noch. Davon hat sich zudem ein historisches Foto erhalten. Flintzer starb am 23. Juni 1917 nach Teilnahme am 1. Weltkrieg an Typhus. 
An Flintzer erinnerte eine Sonderausstellung im Stadtmuseum Weimar im Jahr 2017. Gegen Ende seines Lebens schuf er den Zyklus Vater unser, worin er seine Kriegserlebnisse verarbeitete. Das wiederum war zugleich sein Hauptwerk.  Flintzer betätigte sich zudem auch als Buchillustrator, worin er wohl die größte Verbreitung erlangte.
Bei der Internationalen Kunstausstellung, die 1891 der Verein Berliner Künstler 1891 anlässlich seines 50-jährigen Bestehens veranstaltete, war Flintzer mit einem Genrebild vertreten.